# Espacio recubridor

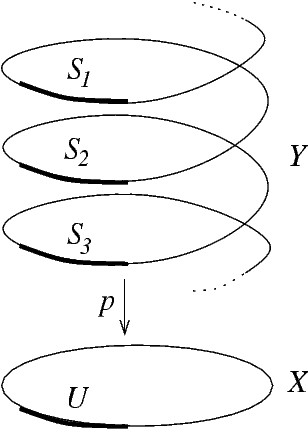
Y es un cubriente de X.

En topología, un espacio recubridor o espacio cubriente o revestimiento o recubrimiento es una tripleta {\displaystyle [{\tilde {X}},p,X]} donde {\displaystyle {\tilde {X}},X} son 
espacios topológicos y {\displaystyle p:{\tilde {X}}\to X} es una función continua y sobreyectiva
Además se cumple que {\displaystyle \forall x\in X\quad \exists U} abierto en {\displaystyle X} vecindad de {\displaystyle x} tal que 
{\displaystyle p^{-1}(U)=\bigcup _{j}{\tilde {U}}_{j}}
donde los {\displaystyle {\tilde {U}}_{j}} son disjuntos y para cada {\displaystyle {\tilde {U}}_{j}} la aplicación 
{\displaystyle p|_{{\tilde {U}}_{j}}:{\tilde {U}}_{j}\to U} es un homeomorfismo.
El concepto de espacio recubridor se utiliza en ciencias tales como la geometría diferencial, los grupos de Lie, superficies de Riemann, homotopía, teoría de nudos.
El ejemplo prototipo es {\displaystyle \mathbb {R} \to S^{1}} dado por {\displaystyle t\mapsto e^{it}}.

## Recubridor universal
Entre todos los espacios recubridores de un espacio {\displaystyle X\,} se llama recubridor universal al espacio recubridor simplemente conexo. Puede probarse que el espacio recubridor universal es único salvo homeomorfismos. En otras palabras un espacio cubriente se llama universal si es simplemente conexo,  i.e. su primer grupo de homotopía es trivial.